# زرغری

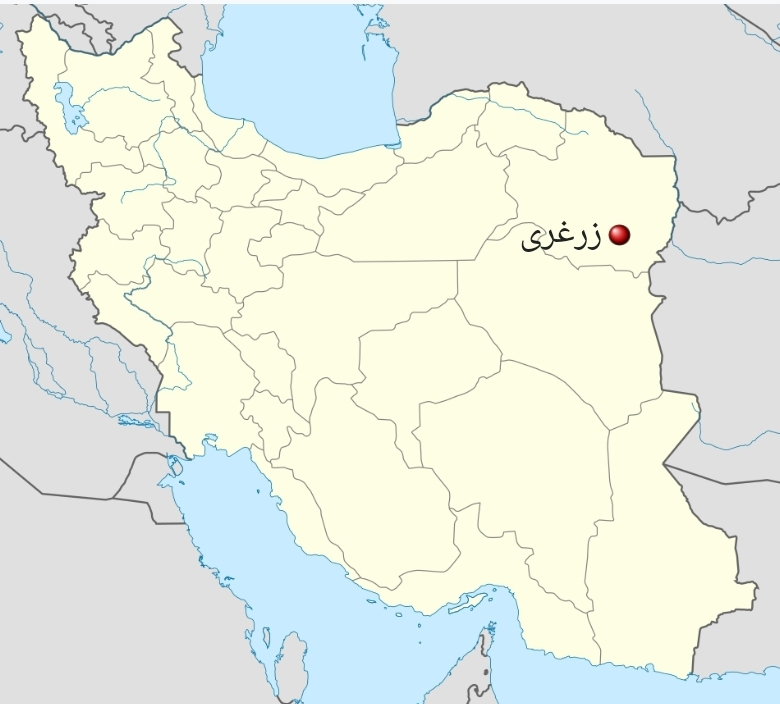
روستای زرقری روی نقشه ایران

زرغری (رشتخوار)، روستایی از توابع  بخش مرکزی شهرستان رشتخوار در استان خراسان رضوی ایران است.

## زیارتگاه
زیارتگاه جوانمرد پرده در این روستا قرار دارد.

## جمعیت
این روستا در دهستان رشتخوار قرار دارد و براساس سرشماری مرکز آمار ایران در سال ۱۳۸۵، جمعیت آن ۶۷۹ نفر (۱۵۴خانوار) بوده‌است.

## نام
قبل از حمله اعراب این روستا نامش زرگری بوده و بعد از حمله آنها به زرقری تغییر کرده است که معنی اسم این روستا محلی که با نور کار می کند.